# Alt-Wien

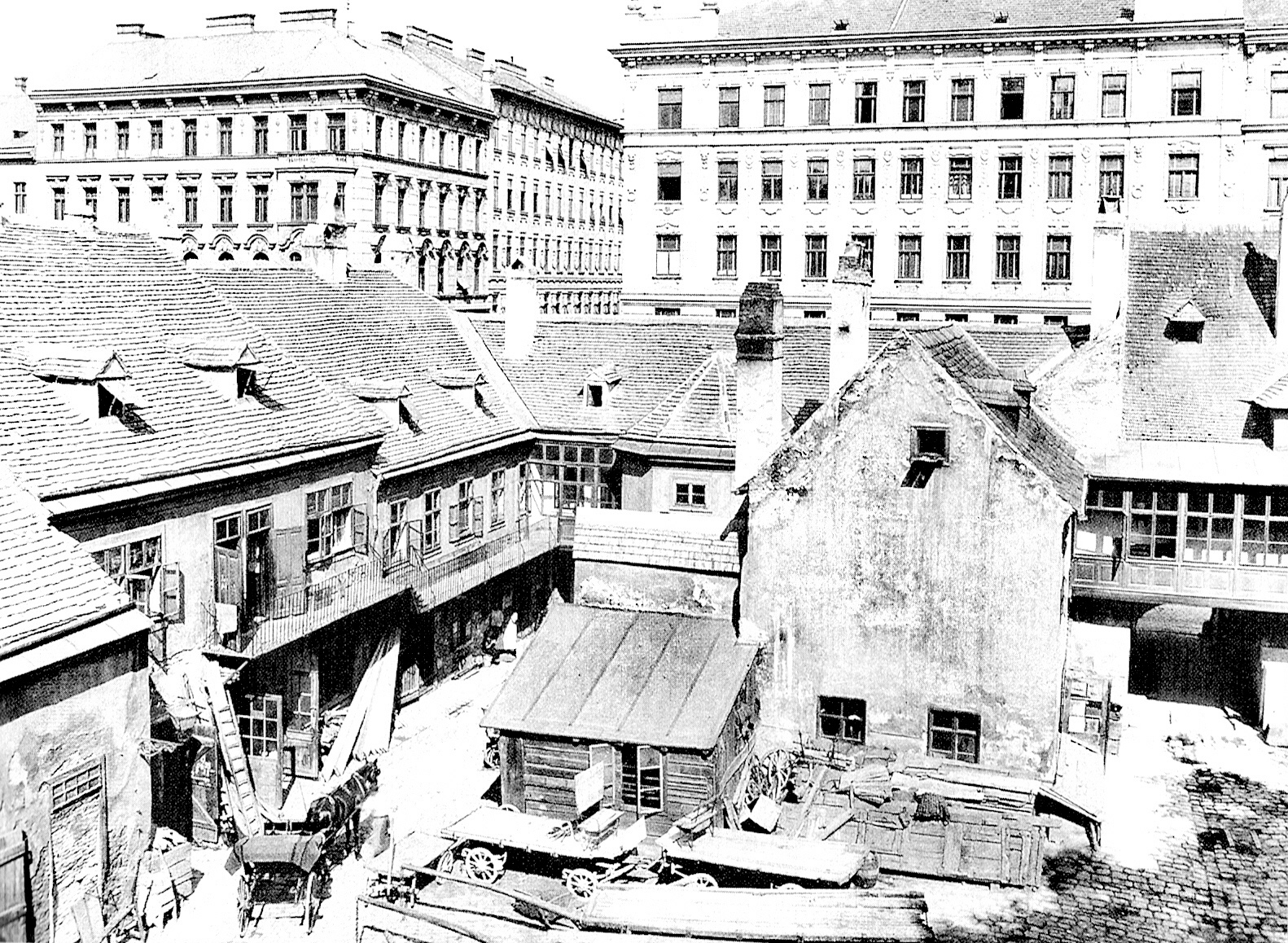
„Das alte und neue Wien“ um 1900 – bildlich dokumentiert vom aufmerksamen Verfolger der tiefgreifenden Veränderungen dieser Zeit, dem Stadtfotografen August Stauda

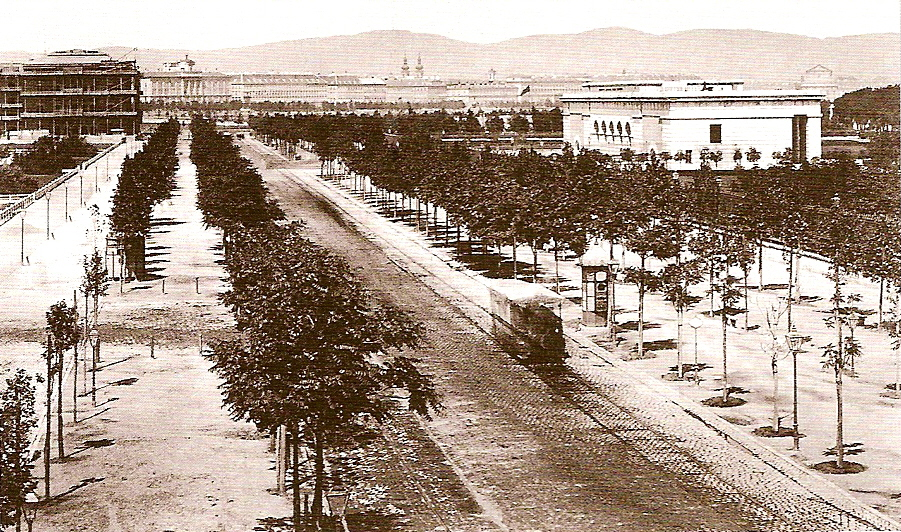
Burgring, wenige Jahre nach Fertigstellung, 1872; an der linken Straßenseite das Palais Epstein, rechts das Äußere Burgtor

Der Begriff Alt-Wien steht für die romantisch-verklärende Wunschvorstellung von einer vergangenen, unberührten und unverfälschten Stadt Wien. Zeitlich bezieht man sich, nicht historisch getreu, sondern im Sinn der Nostalgie, auf das Lebensgefühl in Wien vor der Erneuerung des Stadtbilds in der Ringstraßenzeit Mitte des 19. Jahrhunderts beziehungsweise seit dem Ende des Ersten Weltkriegs auf die Zeit der Donaumonarchie.

## Anwendung vor 1900

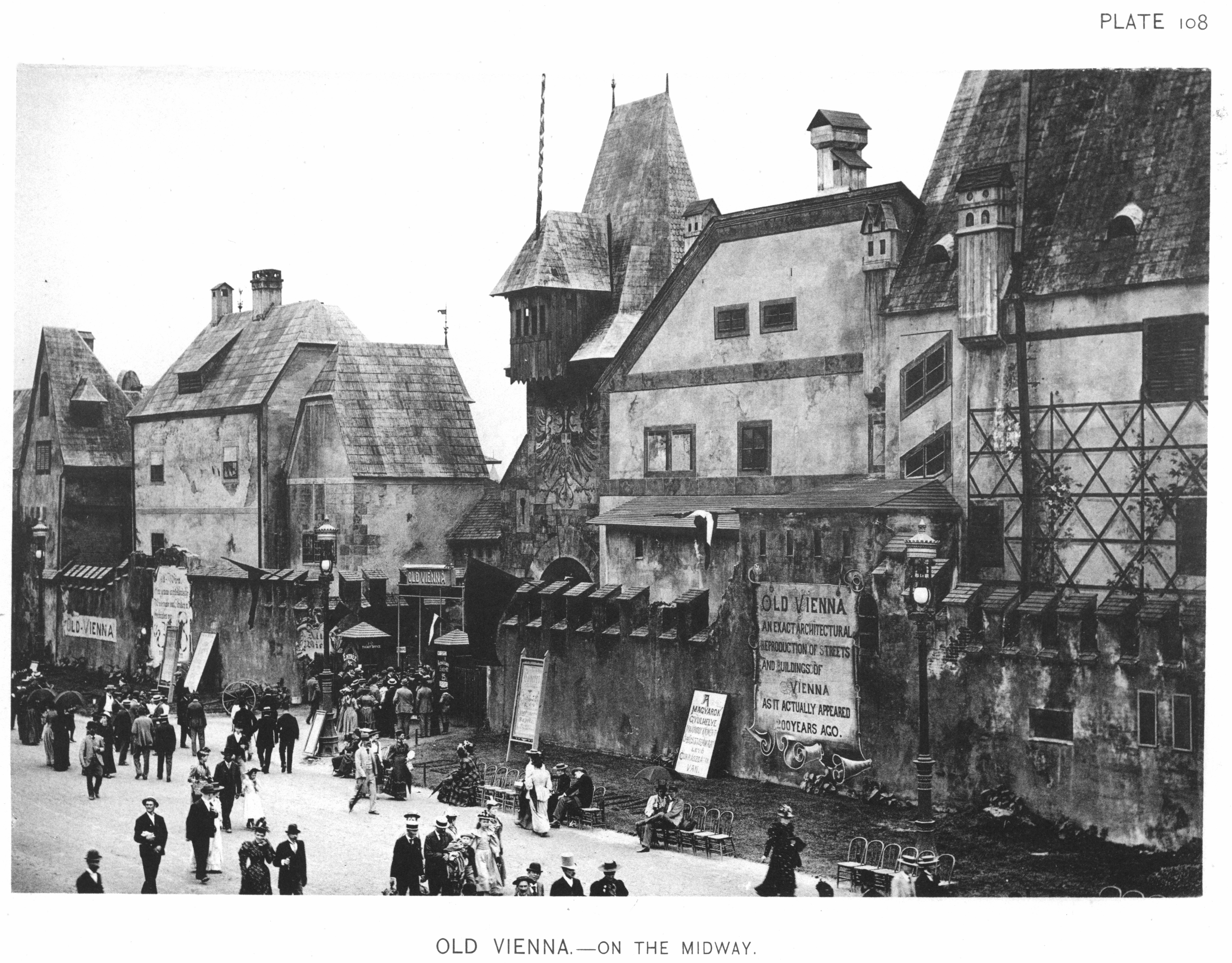
„Old Vienna“ exportiert an die World’s Columbian Exposition 1893 in Chicago

Die Rede von einem Alt-Wien sollte in der Zeit der Urbanisierung, als Wien durch rasantes Bevölkerungswachstum innerhalb weniger Jahrzehnte zur kaum wiedererkennbaren Zweimillionenstadt wurde, eine scheinbar intakte Vergangenheit heraufbeschwören. Diese Vergangenheit wird meist in der Biedermeierzeit (1815–1848) angesiedelt, manchmal reicht sie auch zurück ins 18. Jahrhundert. Ab den 1850er Jahren ergriff die Urbanisierung Wien immer stärker und die Bevölkerungszahl stieg, ausgehend von etwa einer halben Million, in Fünfjahresschritten um je 100.000 bis 150.000, bis zu Beginn des Ersten Weltkriegs 1914 auf über zwei Millionen.
Die Wiener Stadtmauern wurden von 1858 an abgetragen, die prunkvolle Ringstraße wurde errichtet und die alte Bebauung der ehemaligen Vorstädte sowie Neubauten wurden in prächtige Fassaden des zeitgemäßen Historismus eingekleidet. Neubauten überragten die alte Bausubstanz meist beträchtlich. Straßenbegradigungen führten zum Verlust des gewohnten Stadtbilds. Eisenbahn- und Pferdetramwaylinien wurden gebaut und lösten vielfach das Lohnfuhrwerk ab. Gasbeleuchtung ersetzte frühere Beleuchtungsmittel. Um 1900 ersetzte die „Elektrische“ die Pferdetramway; bald übernahm auch bei der Beleuchtung der Strom die Vorreiterrolle. Dann kamen die ersten Automobile auf.
Gründerzeit und Industrialisierung riefen sowohl Reichtum für Unternehmer und Industrielle als auch große Armut in den Massen zuwandernder Arbeiter hervor. Das klassische Handwerk erhielt übermächtige industrielle Konkurrenz. Die meisten Zuwanderer kamen aus den Kronländern der Monarchie, aber oft nicht aus dem deutschsprachigen Raum, und wurden daher z. B. als italienische Deichgraber, Ziegelböhm oder krowotische Hausierer bezeichnet.
Auch die Unterhaltungsangebote änderten sich, da ein Massenpublikum zu bedienen war.
Große gesellschaftliche und kulturelle Umwälzungen kündigten sich an. Je stärker diese Entwicklungen voranschritten, desto mehr wurde von manchen der Eindruck erweckt, ein „idyllisches, unberührtes Alt-Wien“ gehe verloren.
Der Begriff zeigte sich oft, wenn eine Verklärung moderner Unterhaltungsformen und Medienereignisse ins Uralte und Volkstümliche angestrebt war, wie beim Wienerlied und den verbürgerlichten Volkssängern des späteren 19. Jahrhunderts.
Mit Alt-Wien hing vor allem ein Kult um die Zeit des Biedermeiers zusammen, auch um die bürgerlich-gesellige Musik Franz Schuberts. In diesem Zusammenhang fanden gegen Ende des 19. Jahrhunderts, mitten im großen Umbruch der Stadterweiterung und -veränderung, Veranstaltungen und Großereignisse statt, die sich in die Zeiten des „alten Wien“ zurückbesannen: etwa die Wiener Schubert-Ausstellung 1897 oder die Wiener Musik- und Theaterausstellung 1892 im Wiener Prater, die von großer Ausstrahlung war. Dort wurde eine Alt-Wien genannte Rekonstruktion des Hohen Marktes aus der Zeit nach 1710 als Erlebniswelt mit Gaststätten und Unterhaltungsanlässen aufgebaut. Auf einer nachgebauten Jahrmarktsbühne präsentierten sich Originale wie der Schauspieler Ludwig Gottsleben. Eine scheinbar naiv-volkstümliche Zeit der ersten kommerziellen Wiener Vorstadttheater wurde Alt-Wiener Volkstheater genannt. Sie diente etwa dem Kulturpolitiker und Theatergründer Adam Müller-Guttenbrunn zur Ausgrenzung neuerer privatwirtschaftlicher Unterhaltungsformen.
Im Bereich der bildenden Kunst dokumentierten Maler wie Rudolf von Alt, Emil Hütter, Franz Kopallik, Richard Moser, Erwin Pendl und Franz Poledne in Veduten den Stadtbildwandel und prägten damit wesentlich ein sentimentales Alt-Wien-Bild.

## Auswirkungen nach 1900

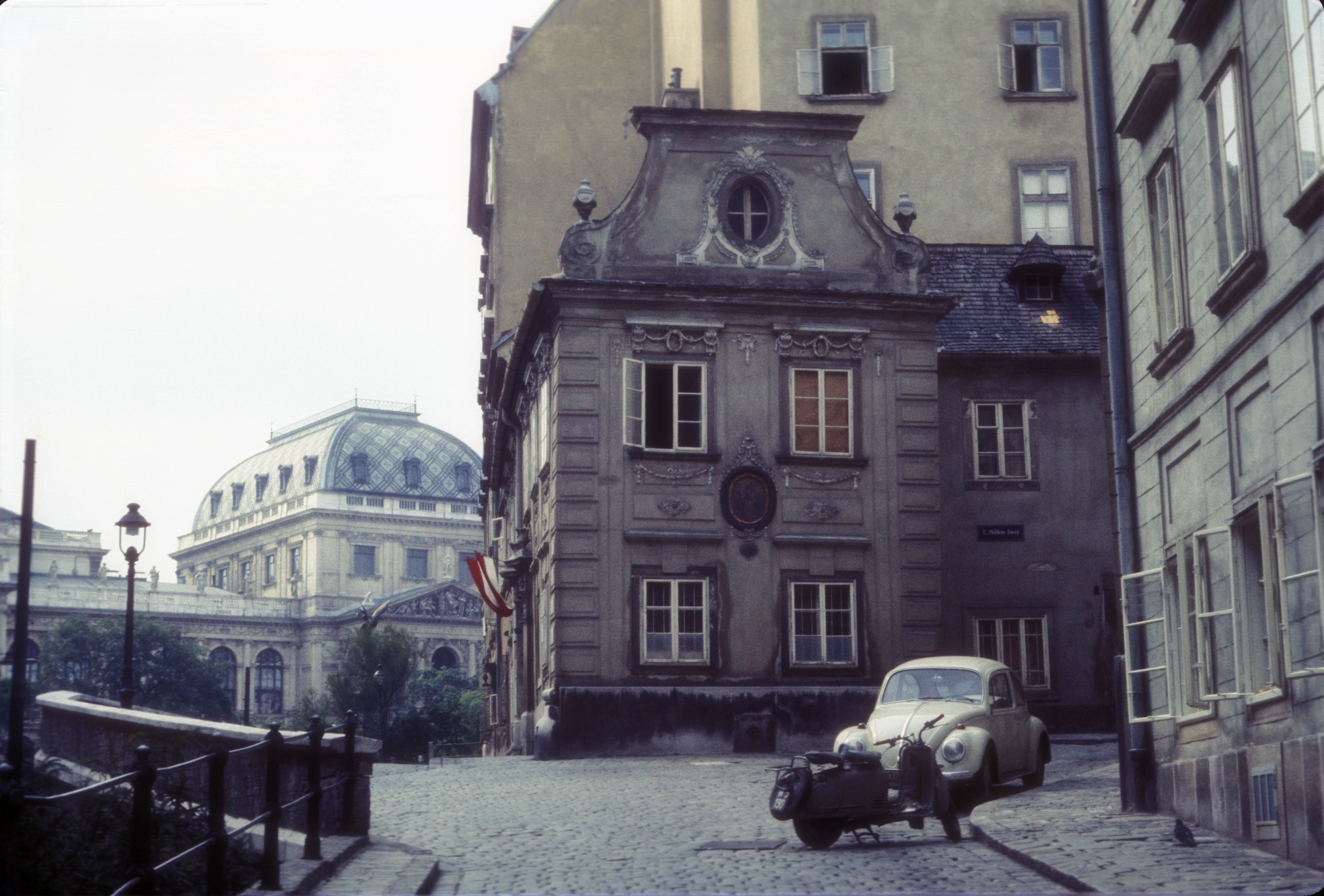
Das sogenannte Dreimäderlhaus um etwa 1960

Allgegenwärtig war die Alt-Wien-Nostalgie nach 1900 und zeigte sich in zahlreichen Firmennamen, Produktnamen oder Musiktiteln. Carl Michael Ziehrer schrieb einen Walzer Alt-Wien (op. 366). 1911 wurde eine Potpourri-Operette Alt-Wien nach Musik von Josef Lanner von Emil Stern im Carltheater aufgeführt. Ein Höhepunkt Alt-Wiens auf der Operettenbühne war 1916 Das Dreimäderlhaus nach Franz Schubert von Heinrich Berté; ein Versuch der Ablenkung vom Ersten Weltkrieg, der die Menschen bedrückte, da sein Ende nicht absehbar war. Eines der vor dem Abbruch geretteten spätbarocken Häuser auf der Mölker Bastei (Schreyvogelgasse 10) wurde in der Folge der Operette zum „Dreimäderlhaus“ ernannt.
Bis in die Zeit nach dem Zweiten Weltkrieg hatte Alt-Wien als Ausdruck eines allgemeinen Konservativismus große Wirkungsmacht. Er diente etwa zur Abgrenzung von der Stadt Berlin, die als das „europäische Chicago“ im Zentrum der sogenannten Amerikanisierungsdebatte stand. Alt-Wien war als Markenname etwa für Schuhe und Porzellan beliebt und sollte eine vorindustrielle Produktionsweise (Manufaktur) signalisieren. Den letzten Höhepunkt erreichte die Alt-Wien-Verehrung in den 1930er Jahren, was sich in Namen wie dem des 1936 eröffneten Cafés Alt Wien niederschlug.
Diese Jahre brachten auch die Blütezeit des Wiener Films, in denen mit Schauspielern wie Hans Moser und Paul Hörbiger das alte Wien auf der Leinwand verklärt wurde. In der Zeit des Nationalsozialismus diente die Alt-Wien-Nostalgie neuerlich zur Ablenkung von der kriegerischen Gegenwart. Von Österreichern wie Willi Forst wurde sie auch als unausgesprochener Kontrast zum Preußentum genutzt, – vom NSDAP-Regime nicht beanstandet, da Propagandaminister Joseph Goebbels das Volk im Kriegsinteresse bei Laune halten wollte und der „Wiener Schmäh“ im ganzen Reich gut ankam.
Im Lauf der Jahrzehnte verschob sich der historische Zeitraum, auf den sich der Begriff bezog. Hatte „Alt-Wien“ in der zweiten Hälfte des 19. Jahrhunderts auf die Zeit vor der Demolierung der Stadtmauer verwiesen, so spielte der Begriff nach dem Zweiten Weltkrieg viel eher auf das Wien des späten 19. Jahrhunderts oder der Jahrhundertwende an, wie etwa mit dem Begriff der Goldenen Operettenära. Ironischerweise romantisierte „Alt-Wien“ dann genau jenen Zeitraum, in dem der Begriff selbst als Abgrenzung zur damaligen Modernisierung benutzt worden war.
Prominente Beispiele dafür sind die Sissi-Filme Ernst Marischkas und ähnliche monarchie-nostalgische Filme der Nachkriegszeit, die überaus erfolgreich mit einem Alt-Wien-Klischee operierten, das nicht mehr explizit auf das „dörfliche“, enge Wien der Biedermeierzeit verwies, sondern (auch) auf das imperiale, großstädtische Wien der 1860er bis 1890er Jahre.
Ungefähr seit den 1960er Jahren setzte eine zunehmende Ironisierung und Entzauberung ein, wie etwa im Kabarett von Helmut Qualtinger. Die wissenschaftliche Entzauberung gipfelte in der Ausstellung des Wien Museums Alt Wien – Die Stadt, die niemals war von 2004/2005, in der die historische Konstruiertheit und die Ambivalenzen des Begriffes ergründet wurden.
Alt-Wien-Nostalgie ist allerdings nach wie vor eine zugkräftige Marketingidee und speziell im Tourismus nach Wien nicht wegzudenken. Für Gäste aus hochmodernen asiatischen Metropolen ist Wien, wie es sich ihnen heute darstellt, bereits ein nostalgisches Ereignis. Im Wiener Telefonbuch 2011 / 2012 fanden sich den Begriff Alt Wien umfassende Firmennamen zu Gastronomiebetrieben, Gusswaren, einem Hotel, einem Kunsthandel und zum Schnapsmuseum. Auch Produkte und Speisen wie die Kaffeemischung Alt Wiener Gold oder der Alt-Wiener Suppentopf machen sich den nostalgischen Effekt der Bezeichnung Alt-Wien zunutze.
Zeitweise gab es – eine gewisse Ironie angesichts des Alters der „Klienten“ – auch eine Kindergartenkette Alt-Wien, der 2016 insolvent wurde.